# This Year’s Model (Band)
This Year’s Model ist eine schwedische Indie-Pop-Band aus Karlstad und Stockholm. Die Band benannte sich nach dem gleichnamigen zweiten Album von Elvis Costello aus dem Jahr 1978.

## Bandgeschichte
This Year’s Model war 2005 zunächst als Soloprojekt von Niklas Gustafsson geplant, der zu dieser Zeit Mitglied in den Bands The Higher Elevations und Friday Bridge war, denn das deutsche Label Marsh-Marigold Records hatte mit ihm einen Solovertrag abgeschlossen. Aber schon während der Aufnahmen zur ersten 7" EP Greetings From This Year’s Model entstand aus dem Soloprojekt eine neue Band. So fand sich die heutige Formation mit Ylva Lindberg von Friday Bridge, Henric Strömberg von Thomas Denver Jonsson & the September Sunrise und Mattias Svensson von The Morons. 2007 brachte die Band das Album The Clock Strikes Ten heraus, auf dem auch Bid von Scarlet’s Well und The Monochrome Set als Gastmusiker mitwirkte. Das umfangreiche Booklet enthielt Kurzgeschichten von Vic Godard, Jessica Griffin und Dickon Edwards. 2008 veröffentlichte This Year’s Model die Download-Single No More Easter. 2011 folgte mit We Walk Like Ghosts das zweite Album der Band – wieder auf Marsh-Marigold Records.

## Stil
Musikalisch bewegt sich This Year’s Model zwischen geschmackvoll arrangierten Janglepops und  Elementen aus dem Post-Punk von The Fall, The Smiths und The Cure. Entsprechend erinnert Niklas Gustafsson gesanglich an Robert Smith.

## Diskografie

### Alben
- 2007: The Clock Strikes Ten (Marsh-Marigold Records)
- 2011: We Walk Like Ghosts  (Marsh-Marigold Records)

### EPs
- 2005: Greetings From This Year’s Model (Marsh-Marigold Records)

### Singles
- 2008: No More Easter